# Мечников Ілля Ілліч
 Ілля Ілліч Мечников (3 (15) травня 1845, Іванівка, Куп'янський повіт, Харківська губернія, Російська імперія — 2 (15) липня 1916, Париж, Франція) — український та французький науковець, один з основоположників порівняльної патології, еволюційної ембріології, імунології і мікробіології, творець наукової школи. Член-кореспондент (1883), почесний член (1902) Петербурзької АН.
Відкрив 1882 року явище фагоцитозу, розробив фагоцитарну теорію імунітету (1883). Розробив теорії зародкових листків та походження багатоклітинних організмів. Професор Новоросійського університету (1870—1882, нині — Одеський університет ім. Мечникова). Почесний член кількох зарубіжних академій, наукових товариств та інститутів.
Лауреат Нобелівської премії у галузі фізіології та медицини за праці про імунітет (1908, спільно з німецьким лікарем, бактеріологом і біохіміком Паулем Ерліхом).

## Життєпис

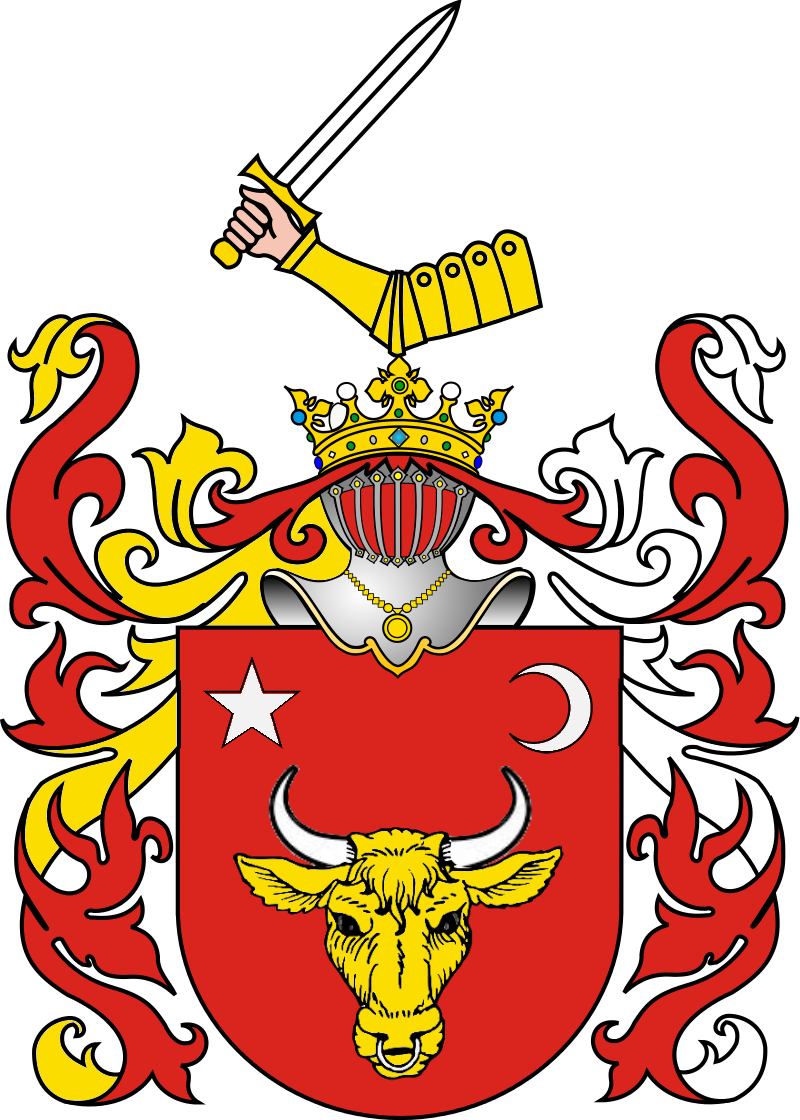
Герб Мечникових

Народився 3 (15) травня 1845 р. у маєтку Панасівка (нині село Мечнікове) села Іванівка на Слобожанщині (нині Куп'янський район Харківської області України). Хрещений 13 (28) травня 1845.
За батьком, Іллею Івановичем Мечниковим, офіцером з Петербургу, походить зі шляхетського молдавського роду Спетару. Засновником молдавської гілки цього роду є Ніколає Мілеску-Спетару (рум. Neculai Milescu Spătarul). Онук Ніколає Мілеску, Юрій Стефанович Мілеску-Спафарій емігрував у Росію разом із Дмитрієм Кантеміром у 1711 році після невдалого походу Петра І на Дунайські князівства. У Росії він змінив прізвище Спетару (Спафарій) на Мечников. Протягом двох з половиною століть рід Мечникових проживав у Петербурзі де став пов'язаний родинними узами з багатьма російськими князівськими родами.
Мати — Емілія Левівна Мечникова (Невахович), донька єврейського письменника Лева Неваховича, родом з Летичева.
1856 року вступив до другого класу Другої Харківської гімназії, закінчив її 1862 року із золотою медаллю.
1862-1864 — прослухав курс природничого відділення фізико-математичного факультету Харківського університету. 1864 року, склавши екстерном іспити на відмінно, 18-річним студентом опублікував у Німеччині своє перше наукове дослідження.
Домігшись наукового відрядження за кордон, Мечников вивчав морську фауну. За рекомендацією Миколи Пирогова, Мечникову надали державну стипендію для ведення науково-дослідної роботи в західноєвропейських лабораторіях.
1867 року захистив магістерську дисертацію, а 1868 — став доктором зоології.
1867 — обраний доцентом Новоросійського університету в Одесі, а за рік — доцентом Петербурзького університету. Разом з Олександром Ковалевським Мечников поклав початок новій науці — порівняльної ембріології (порівняльній історії розвитку тварин).
1882 — відкрив явище фагоцитозу, тобто процесу поглинання і перетравлення клітинами організму чужорідних для нього частинок. На цьому відкритті засновані методи запобігання людей від інфекції. Відкриття було здійснене в лабораторії села Попівка.
1886 — спільно з Миколою Гамалією заснував в Одесі першу в країні бактеріологічну станцію (сьогодні — Одеський науково-дослідний інститут вірусології та епідеміології імені І. І. Мечникова).
1888 — переїхав до Франції для роботи в Пастерівському інституті; там отримав лабораторію, займався загальнопатологічними питаннями, вивчав проблеми довголіття і ввів в медичний обіг термін «геронтологія», створивши однойменну науку. З 1905 р. — заступник директора Пастерівського інституту. Влітку 1908 року в інституті у І. Мечникова навчався та стажувався В. Коренчевський.
1908 — Мечникову (спільно з німецьким вченим Паулем Ерліхом) було присуджено Нобелівську премію у галузі фізіології та медицини за праці про імунітет.
Помер у Парижі 15 липня 1916 року у віці 71 року після кількох інфарктів міокарда. Урну з прахом поставили в Пастерівському інституті.

### Родина
- Перша дружина (1869—1873) — Людмила Федорович (-1873), племінниця ботаніка, його друга Андрія Бекетова.
- Друга дружина (з 1875) — Ольга Білокопитова (1858—1944), донька власника маєтку у селі Попівка (тепер Смілянський район, Черкащина).[17]

## Галерея

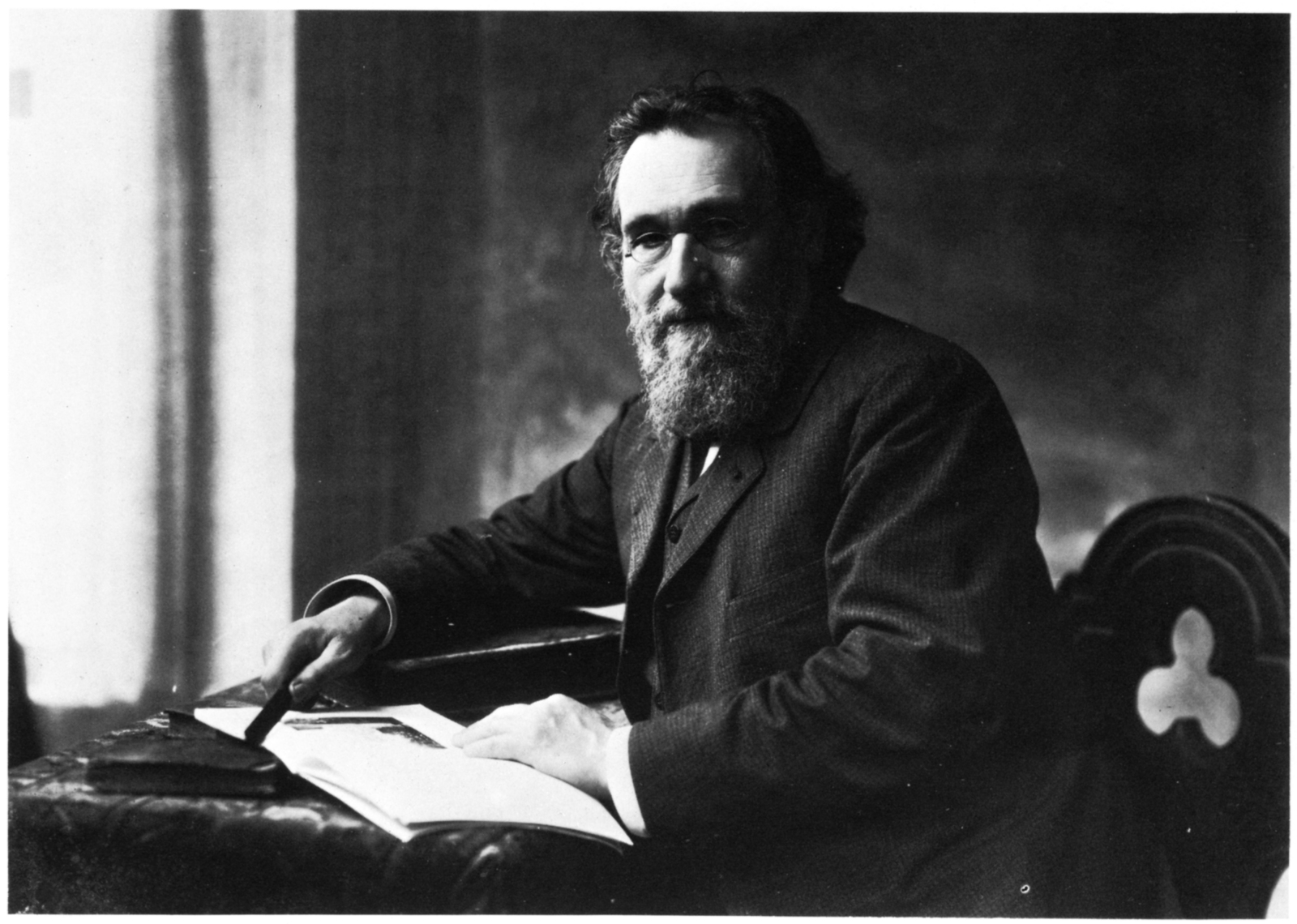
Ілля Ілліч Мечников
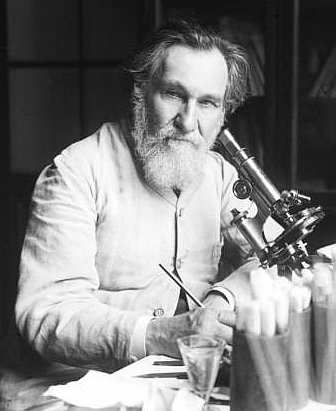
Мечников за роботою (1913)
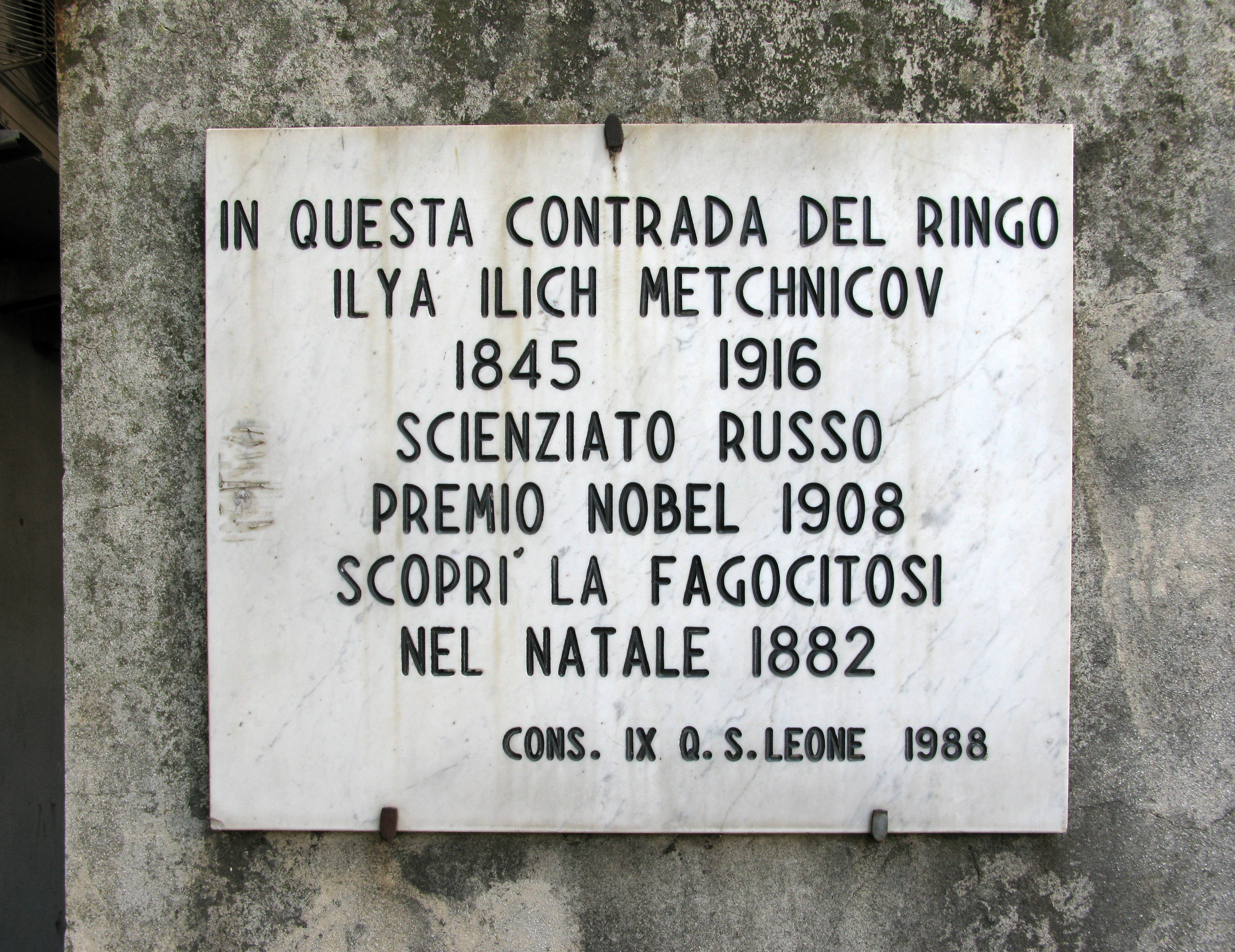
Пам'ятна дошка в Мессіні, присвячена відкриттю фагоцитозу
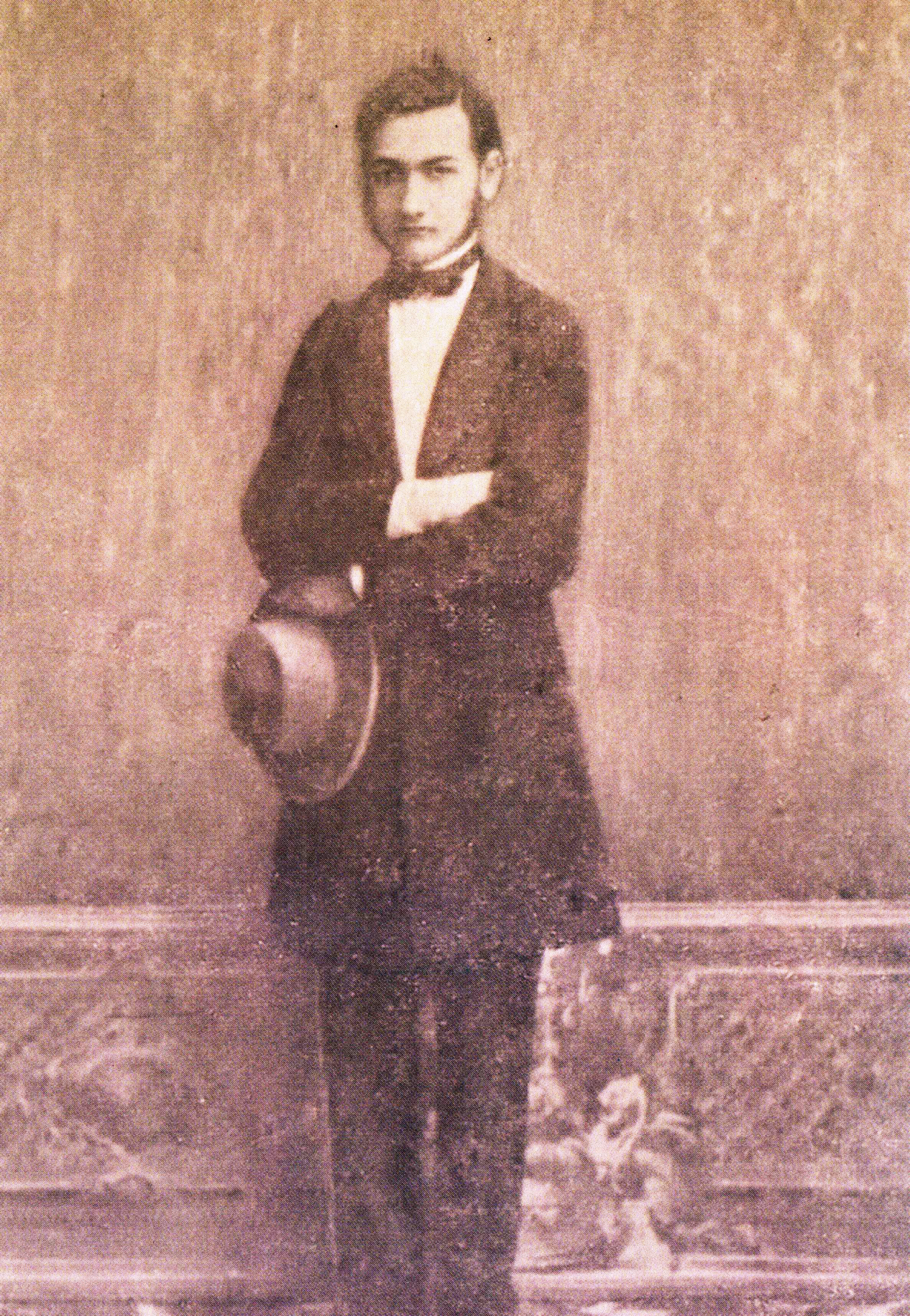
1860-ті
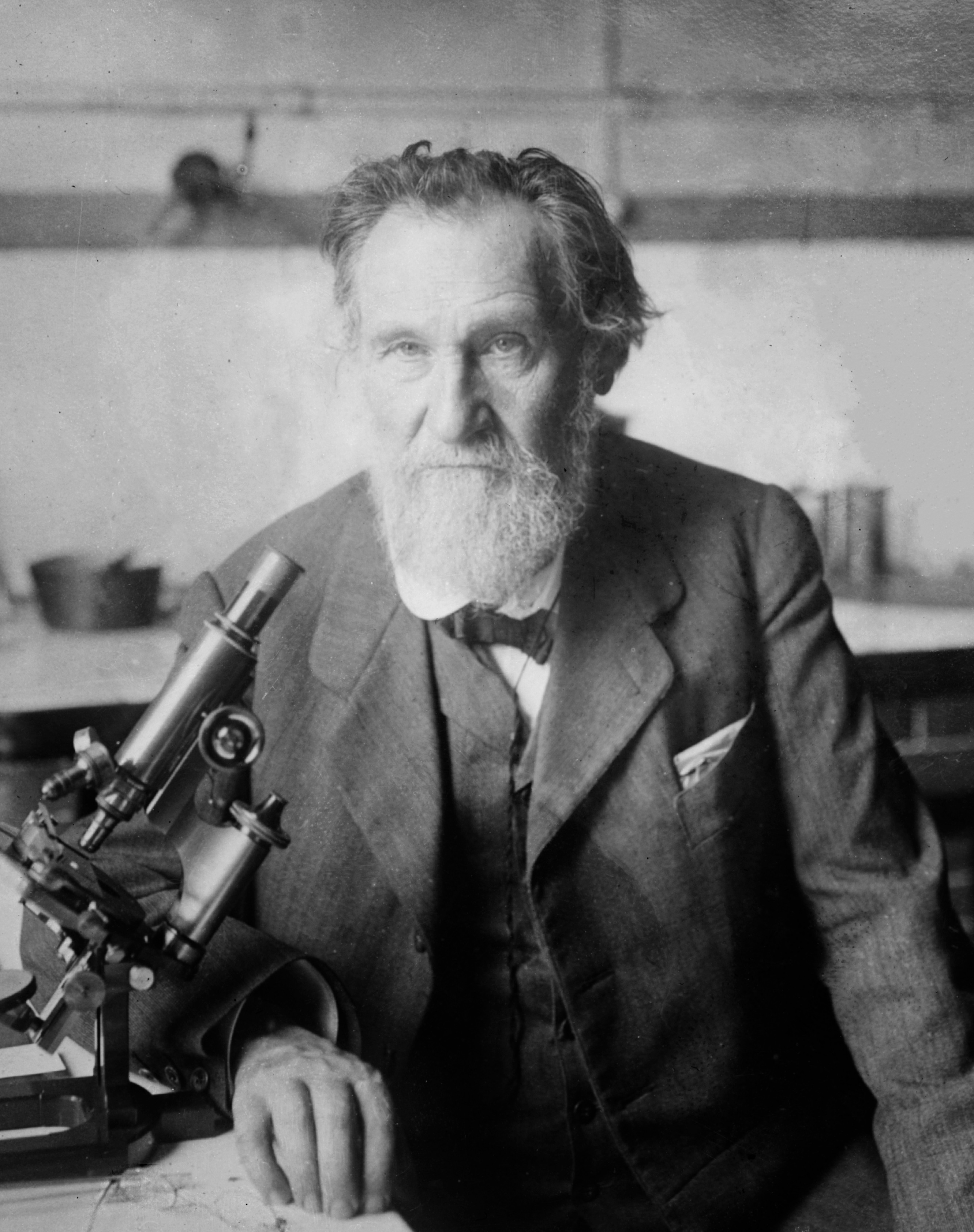
Між 1910-1915
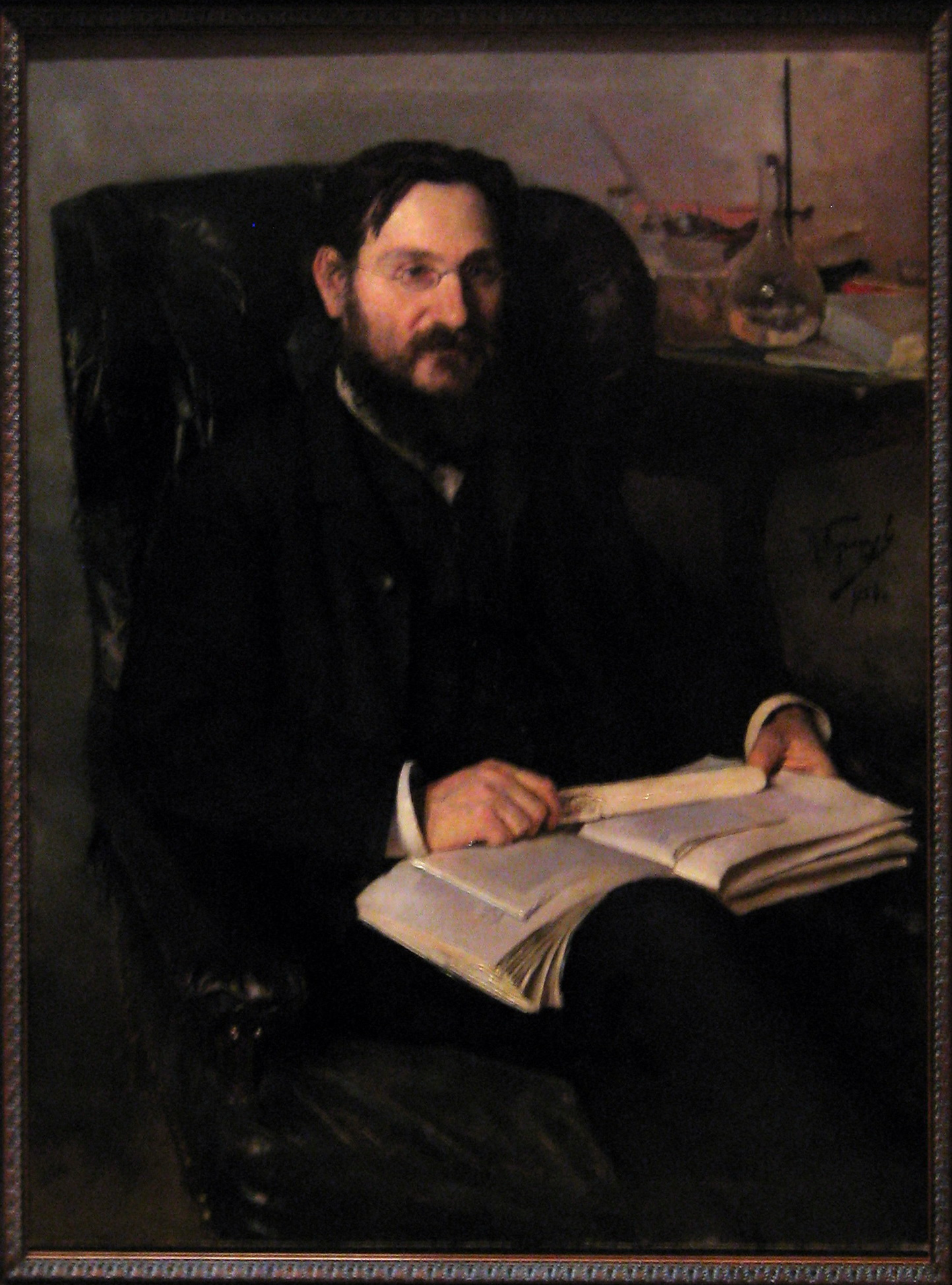
Портрет Мечникова роботи М. Д. Кузнецова
Пам'ятник при вході до Дніпропетровської обласної клінічної лікарні ім. Мечникова

## Наукова діяльність
Наукову діяльність Мечников почав дуже рано. У дев'ятнадцять років (1864 р.), закінчивши Харківський університет і маючи вже кілька друкованих робіт, він виїхав за кордон, де пробув три роки.
1882 — виявив явища фагоцитозу, про що доповів у 1883 році на VII з'їзді російських природознавців і лікарів в Одесі.
Для підготовки кандидатської роботи Мечников вирушив влітку 1864 р. на острів Гельґоланд у Північному морі. Протягом наступних трьох років Мечников займався вивченням ембріології безхребетних. 5 вересня велика група зоологів прибула з Гельґоланду в Гіссен на з'їзд натуралістів.
Мечников став працювати в лабораторії Рудольфа Лейкарта в Гіссені. Досліджуючи розмноження деяких круглих червів, Мечников відкрив у цих тварин раніше невідоме науці явище гетерогонії, тобто чергування поколінь з різними формами розмноження.
1865 — переїхав для продовження досліджень у Неаполь, де спільно з молодим російським зоологом Олександром Ковалевським проводив досліди над ембріональним розвитком морських безхребетних. За роботу, в якій вони показали, що зародкові структури багатоклітинних тварин є, по суті, гомологічними (демонструють структурну відповідність), як і повинно бути у форм, пов'язаних спільним походженням, вони в 1867 р. отримали премію імені Карла Бера, що присуджується Академією наук за роботи з ембріології.
1867 — захистивши дисертацію про ембріональний розвиток риб і ракоподібних, Мечников отримав докторський ступінь Петербурзького університету, де потім викладав зоологію і порівняльну анатомію.
У 1868-1870 рр., з короткими перервами, Мечников продовжив за кордоном дослідження ембріології різних груп безхребетних.
Взимку 1870 почав читати зоологію студентам університету в Одесі.
З 1870 по 1882 — ординарний професор кафедри зоології та порівняльної анатомії Новоросійського університету (сьогодні — Одеський університет ім. Мечникова) в Одесі. У 1881 р. реакційні дії уряду посилилися, і Мечников, подавши у відставку, 1882 року переїхав до Мессіни в Італії.
1886 — повернувся до Одеси, щоб очолити новоорганізований Бактеріологічний інститут, де він вивчав дію фагоцитів собаки, кролика і мавпи на бактерії, що спричинюють бешиху і епідемічний поворотний тиф. Його співробітники працювали також над вакцинами проти холери курей і сибірки овець.
1887 — переслідуваний газетярами і місцевими лікарями, які дорікали Мечникову щодо відсутності у нього медичної освіти, він вдруге залишив Російську імперію.
Проте, незважаючи на вкрай несприятливу обстановку, що склалася в Одесі, Мечникову вдалося в ці роки зробити чимало чудових наукових відкриттів, висновків і узагальнень. Продовжуючи дослідження в галузі порівняльної ембріології, він, зокрема, висловив свою теорію «паренхімелли», що є істотним етапом у розвитку вчення про походження багатоклітинних тварин. Відповідно до цієї теорії, багатоклітинні тварини походять від вимерлого предка — істоти, в будові якого були лише дві частини: шар зовнішніх клітин і внутрішня частина, що складалася з суцільної маси клітин, здатних захоплювати і перетравлювати харчові частинки, — «паренхіма». Об'єкт досліджень Мечников назвав «паренхімеллою», а пізніше — «фагоцителлою».
Свою теорію паренхімелли Мечников протиставив відомій «теорії гастрєї» Геккеля, згідно з якою примітивною, вихідною формою для багатоклітинних тварин зізнавалася гіпотетична «гастрея» — істота, що була побудована з двох шарів клітин і складалася зі шлунково-кишкової і гастральної порожнин.
Встановивши у ембріональному розвитку деяких безхребетних форму більш примітивну, Мечников зробив висновок, що і вихідний предок багатоклітинних тварин повинен був бути більш примітивно організованим, аніж гастрея Геккеля. Підтвердження своєї теорії Мечников бачив у відкритій ним тварині з групи червів — планарій, що мала на місці кишкової порожнини суцільну масу клітин, здатних перетравлювати їжу, а також в особливому джгутиковому колоніальному утворенні, відкритому пізніше С. Кентом, яке багатьма рисами будови збігається з гіпотетичною фагоцителлою.
Зустріч у 1888 р. з Луї Пастером у Парижі привела до того, що великий французький вчений запропонував Мечникову завідувати новою лабораторією в Пастерівському інституті. Мечников працював там протягом наступних 28 років (1888-1916), продовжуючи дослідження фагоцитів. Займався проблемами геронтології, вивчаючи явища старіння організму (Études sur la nature humaine (1903) «Етюди про природу людини», 1904; «Етюди оптимізму», 1907).
1891 — обраний почесним доктором Кембриджського університету і брав участь в Лондонському міжнародному конгресі, де він виступив зі зведенням результатів своїх досліджень і вельми успішно полемізував з противниками своєї теорії.
1894 — брав участь в міжнародному конгресі бактеріологів у Будапешті.
1897 — виступив на конгресі в Москві з доповідями з чумних питань і за підсумками своїх робіт про фагоцитарні реакції проти мікробних отрут — токсинів.
У роботі «Невосприимчивость в инфекционных болезнях» (1901) виклав фагоцитарну теорію імунітету. Створив теорію походження багатоклітинних організмів. Опублікував ряд праць з проблеми старіння.
1904 — член Французької академії наук.
1908 року — спільно з Паулем Ерліхом удостоєний Нобелівської премії з фізіології і медицини «за праці з імунітету».
1909 — повернувся на батьківщину, де продовжував дослідження кишкових мікробів і черевного тифу.
1911 — очолив організовану ним експедицію з вивчення туберкульозу серед населення калмицьких степів.
Ілля Мечников створив російську школу епідеміологів, мікробіологів, імунологів і патологів; брав активну участь у створенні науково-дослідних установ, що розробляли різні форми боротьби з інфекційними захворюваннями. Низка бактеріологічних і імунологічних інститутів у країнах колишнього союзу, в тому числі і в Україні, носить його ім'я. Під його безпосереднім керівництвом пройшли навчання понад сорок лікарів з Росії та України, які спеціалізувалися на лікуванні інфекційних хвороб. Вони залишили помітний слід в науці: Олександр Безредка, Данило Заболотний, Лев Тарасевич, Микола Гамалія, М. Я. Чистович, Г. Н. Габричевський, Яків Бардах, С. В. Коршун і багато інших, що склали згодом цвіт профілактичної медицини.
Мечников створив особливу галузь сучасної біології — експериментальну морфологію, основоположником якої, поряд з О. О. Ковалевським, за загальним визнанням, він є; виявив внутрішньоклітинне травлення в вільних, рухливих клітинах сполучної тканини — так званих амебоцити — безхребетних. Це спостереження є першою ланкою того ланцюжка спостережень і думок, які привели його до створення вчення про фагоцитоз і основам вчення про захисні властивості крові.
Думка Мечникова багато в чому працювала в напрямку ідей Володимира Вернадського, К. Е. Ціолковського. Ілля Мечников працював як зоолог, мікробіолог, патолог, демограф, геронтолог, філософ, лікар, епідеміолог, психоаналітик, ставши, за словами Івана Сєченова, «гордістю російської науки».
У 1991 р. в СРСР була випущена поштова марка, присвячена лауреатові Нобелівської премії І. І. Мечникову. У 2005 р. в Харкові по вул. Григорія Сковороди (тоді — Пушкінській) навпроти Інституту мікробіології та імунології ім. І. І. Мечникова АМН України за ініціативи та за активного сприяння його директора професора Ю. Л. Волянського встановлений пам'ятник цьому вченому.
Кавалер вищого ордена Франції — ордена Почесного легіону, нагороджений орденами Росії, Японії, Італії, Сербії та інших країн, удостоєний звання почесного доктора Кембриджського університету, обраний іноземним членом Лондонського королівського товариства, членом Паризької медичної академії, членом Шведського медичного товариства, почесним членом Петербурзької, Віденської, Паризької, Бельгійської і інших академій наук. Серед численних нагород і відзнак Іллі Ілліча є і медаль Коплі Лондонського королівського товариства.

## Звання та нагороди
Почесний член Петербурзької академії наук (1902).
Лауреат Нобелівської премії з фізіології або медицини 1908 «За вивчення імунної системи».

## Праці
- Перелік основних праць І. І. Мечникова [Архівовано 21 травня 2017 у Wayback Machine.]

- История развития Sepiola (магистерская диссертация) / И. И. Мечников. 1867.
- История развития Nebalia: Сравнительно-эмбриологический очерк]  / И. И. Мечников. — СПб., 1868, 48 с.: 2 л. ил. ; То же // Зап. Имп. Акад. Наук. — 1868. — Т. 13, прил. № 1.
- Общий очерк паразитической жизни / И. И. Мечников // Природа. — 1873 ; То же // Академическое собрание сочинений. Т. 1 : Статьи по зоологии и паразитологии. — М. : Медгиз, 1955.
- Исследование о превращении аксолотлей / И. И. Мечников // Зап. Новорос. о-ва естествоиспытателей. — 1876.
- Исследование о развитии планарий / И. И. Мечников // Зап. Новорос. о-ва естествоиспытателей. — 1877.
- Личинка Anisoplia / И. И. Мечников // Зап. Новорос. о-ва естествоиспытателей. — 1879.
- Болезни личинок хлебного жука / И. И. Мечников. — Одесса, 1879.
- О целебных силах организма / И. И. Мечников // Протоколы съезда естествоиспытателей в Одессе. — 1883.
- Лекции по сравнительной патологии воспаления / И. И. Мечников. — М., 1892 ; 2-е изд. — М., Птг. : Гос. изд-во, 1923 . — 173 с. (также на фр. яз.);
- Невосприимчивость в инфекционных болезнях / И. И. Мечников. — М., 1903 ; Невосприимчивость в инфекционных болезнях / И. И. Мечников. — М. Мндгиз, 1953. — 519 с. — (Академическое собрание сочинений /  ред. Н. Н. Жуков-Вережников ; Акад. мед. наук СССР ; Т. 8). (на фр. яз. 1901).
- Этюды оптимизма / И. И. Мечников. — 2-е изд. — М., 1909 (на фр. яз. 1907). [Архівовано 22 лютого 2017 у Wayback Machine.]
- Études sur la nature humaine (1903) (у російському перекладі Этюды о природе человека / И. И. Мечников. — 4-е изд. — М., 1913. [Архівовано 22 лютого 2017 у Wayback Machine.])
- Сорок лет рационального мировоззрения / И. И. Мечников. — 2-е изд., испр. и доп. — М. : Науч. слово, 1914. — 333 с. (на фр. яз. 1913).

## Вшанування пам'яті
- У місті Дніпро є Обласна клінічна лікарня ім. Мечникова.
- У місті Одеса ж сквер імені Іллі Мечникова.
- Вулиці, названі на його честь у містах:
  - Києві, також його ім'я носила у 1989—1992 роках станція метро Кловська;
  - Львові;
  - Одесі.

### Пам'ятники, меморіальні дошки
В Одесі встановлено меморіальні дошки у пам'ять про перебування та діяльність І. І. Мечникова на таких будинках:
- Головний корпус Одеського національного університету (вулиця Змієнка, 2).
- Вулиця Пастера, 36.
- Вулиця Кіри Муратової, 4[18].

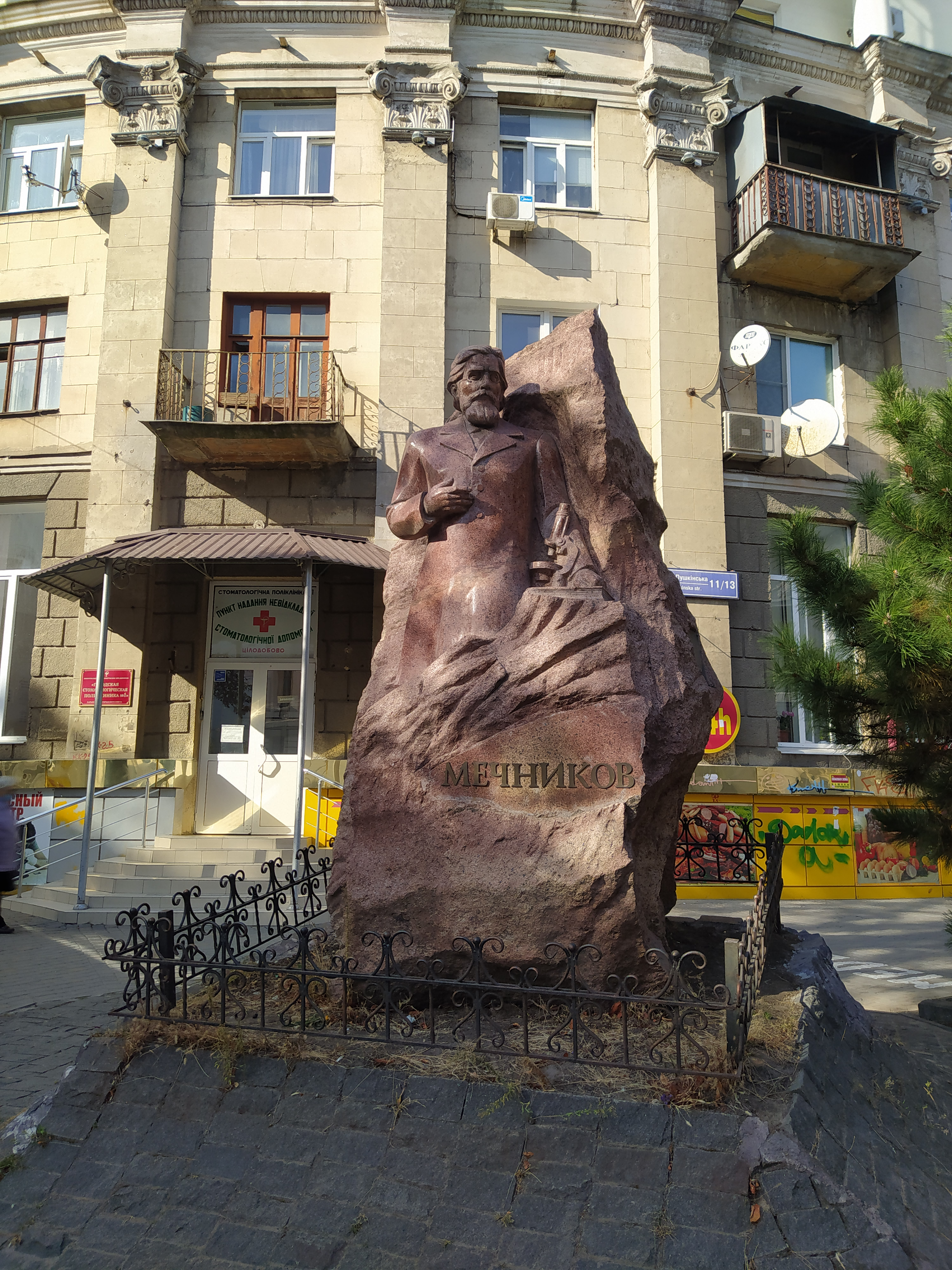
Пам'ятник Іллі Мечникову у місті Харків
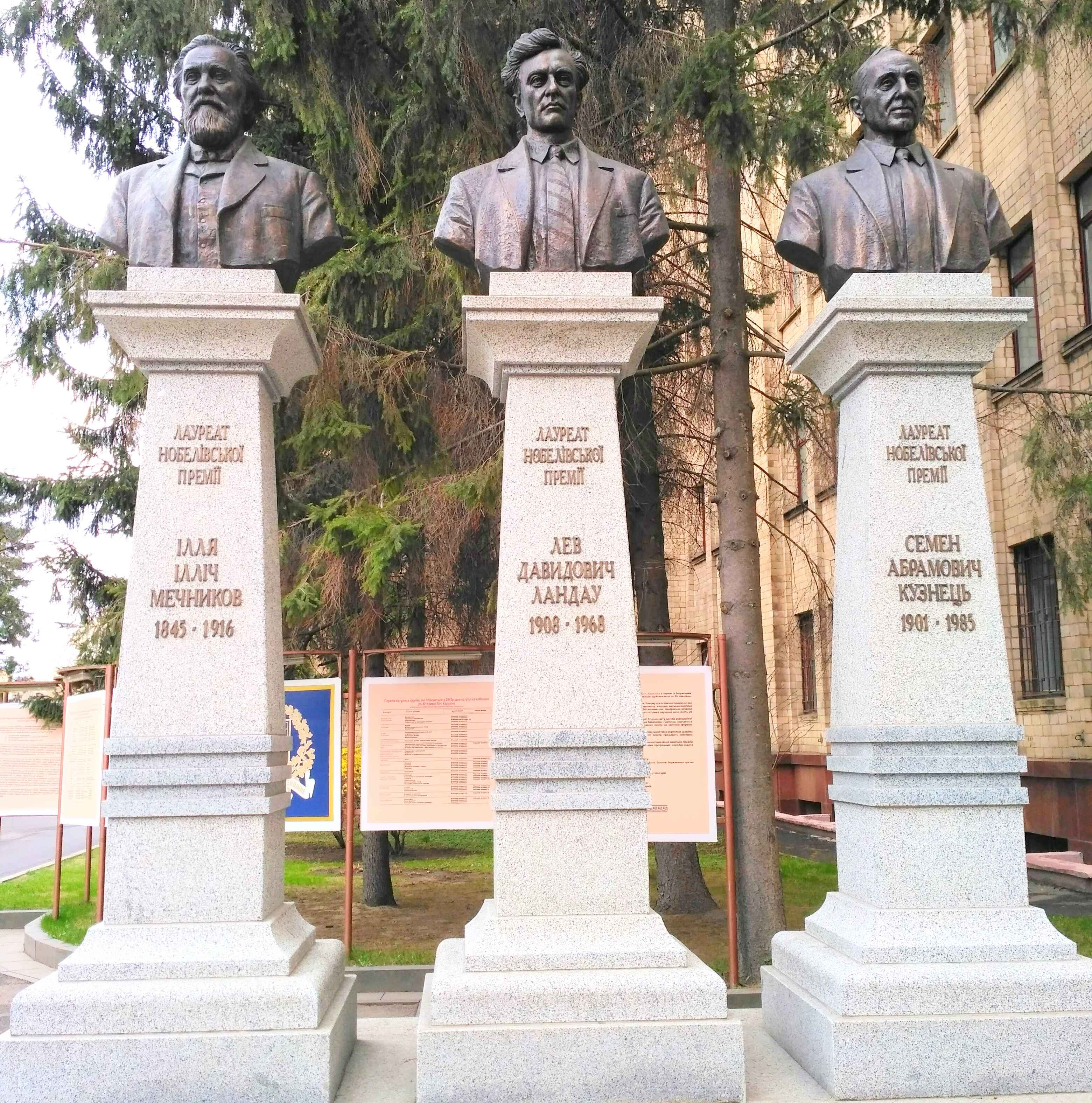
Погруддя Іллі Мечникову у місті Харків
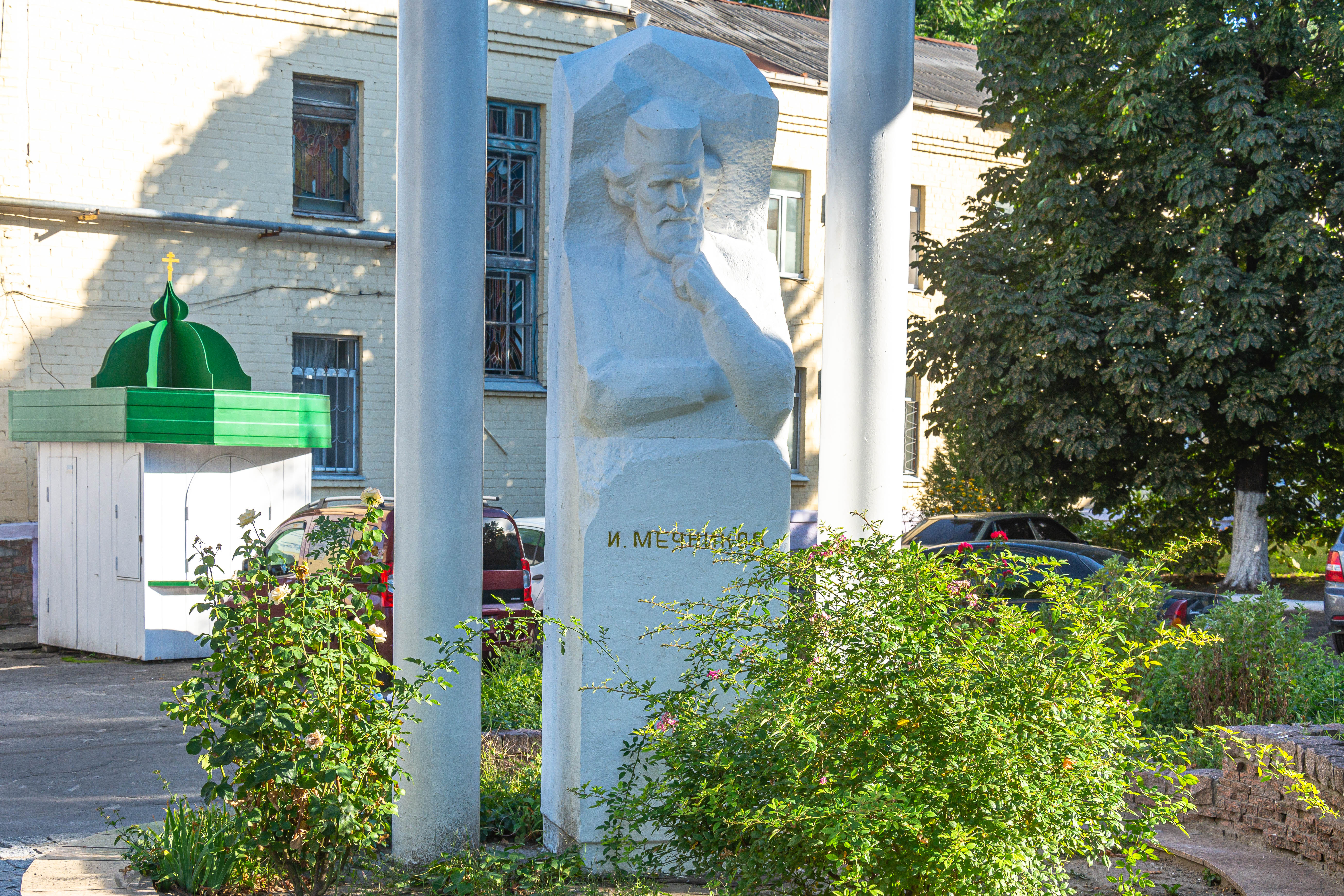
Погруддя Іллі Мечникову у місті Дніпро

### У філателії

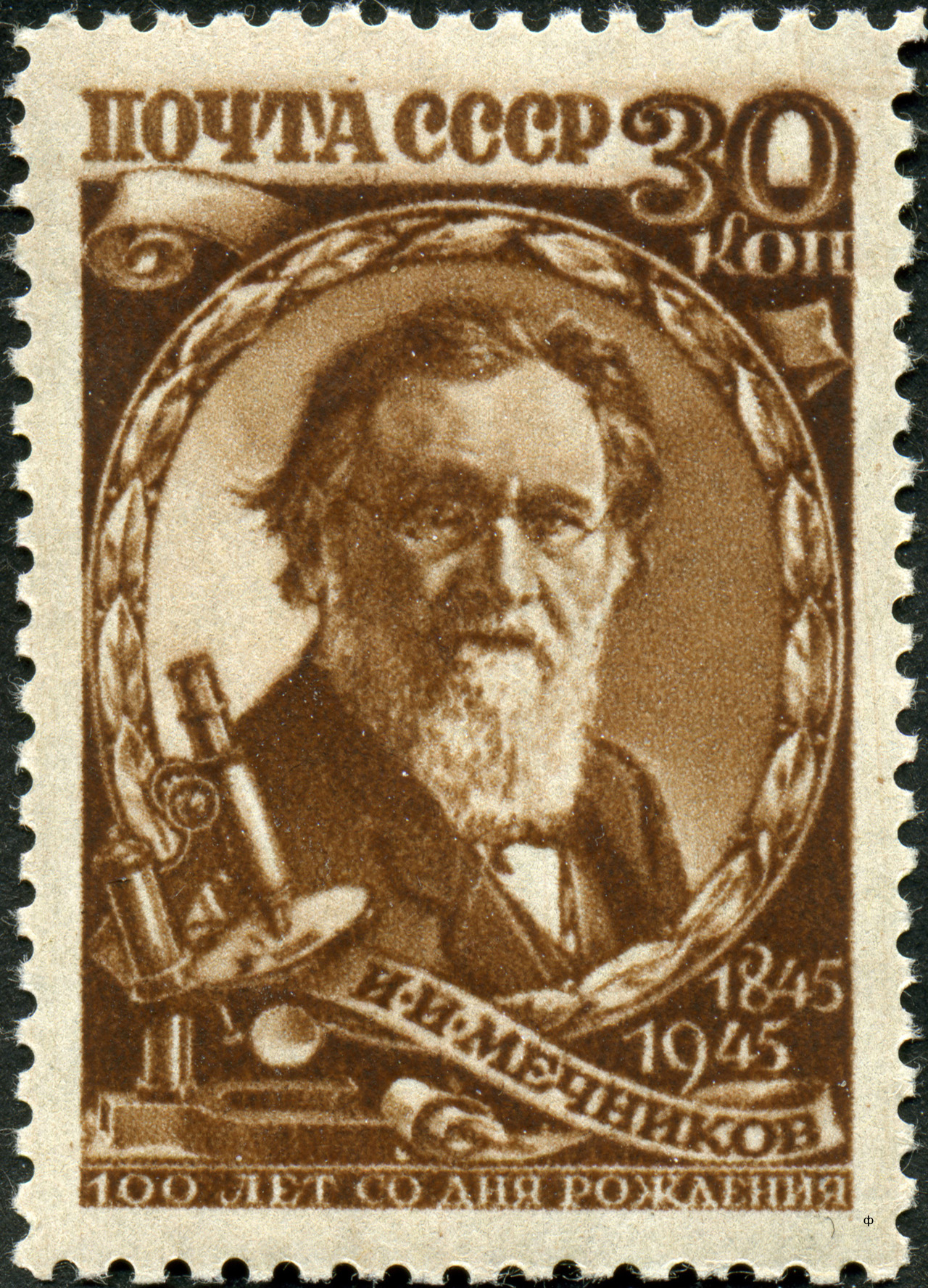
Поштова марка СРСР, 1945, 30 коп.
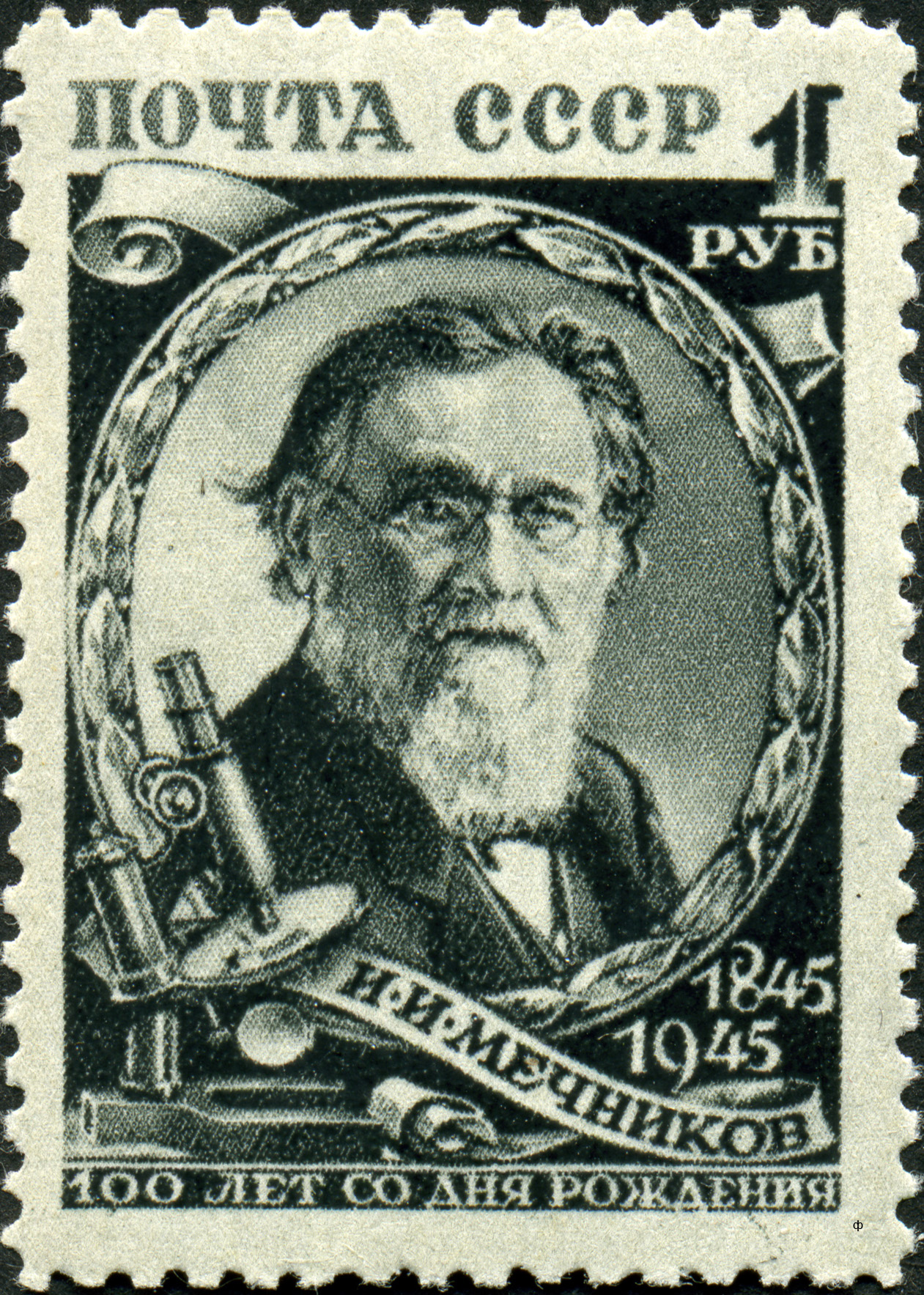
Поштова марка СРСР, 1945, 1 руб.
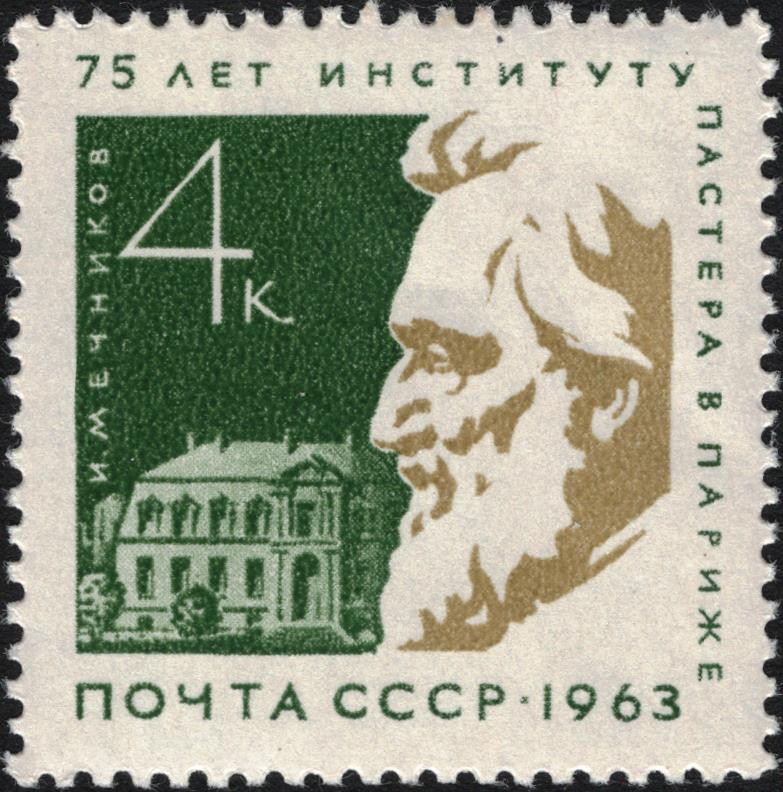
Поштова марка СРСР, 1963, 4 коп.
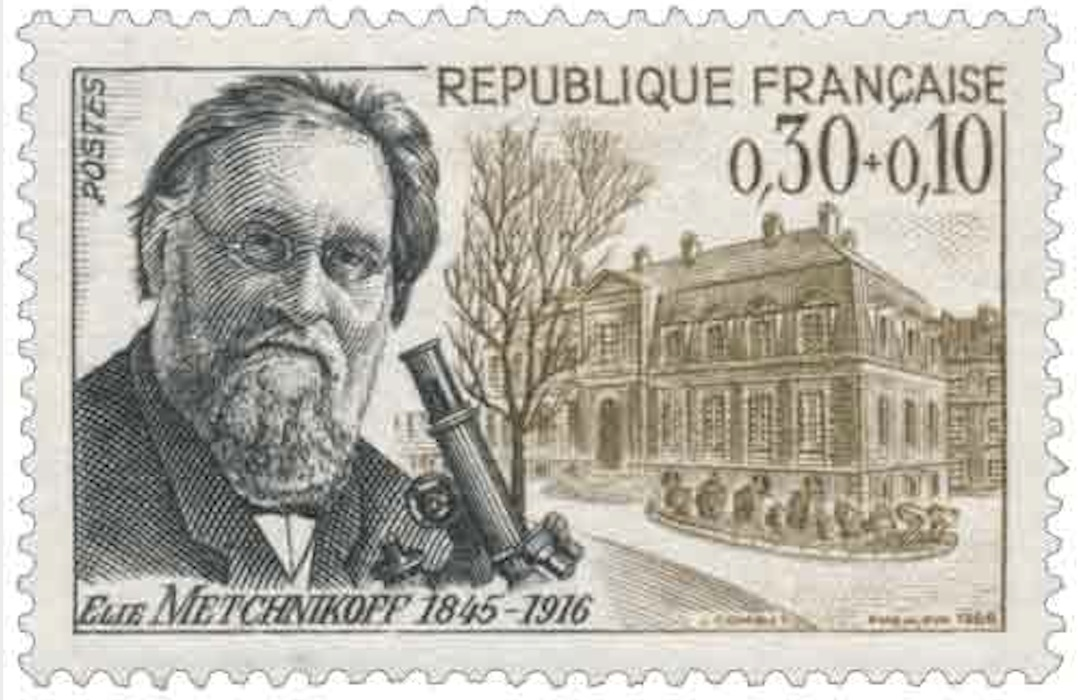
Поштова марка Франція (1966)
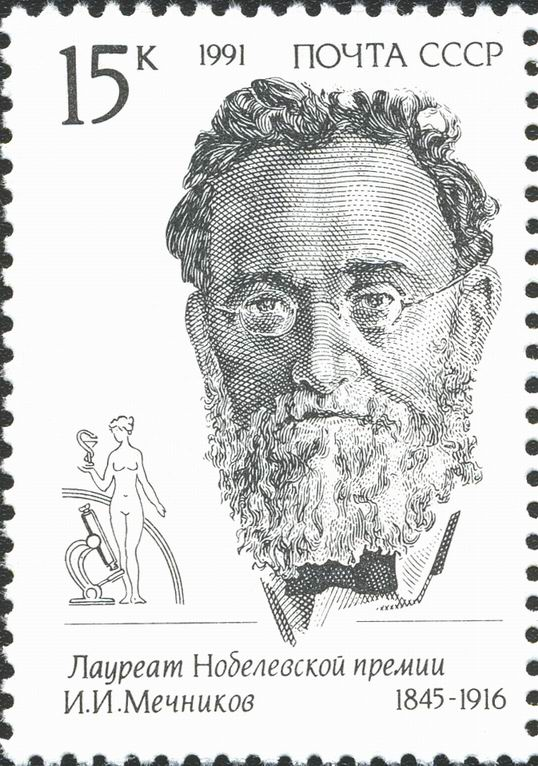
Поштова марка СРСР (1991)
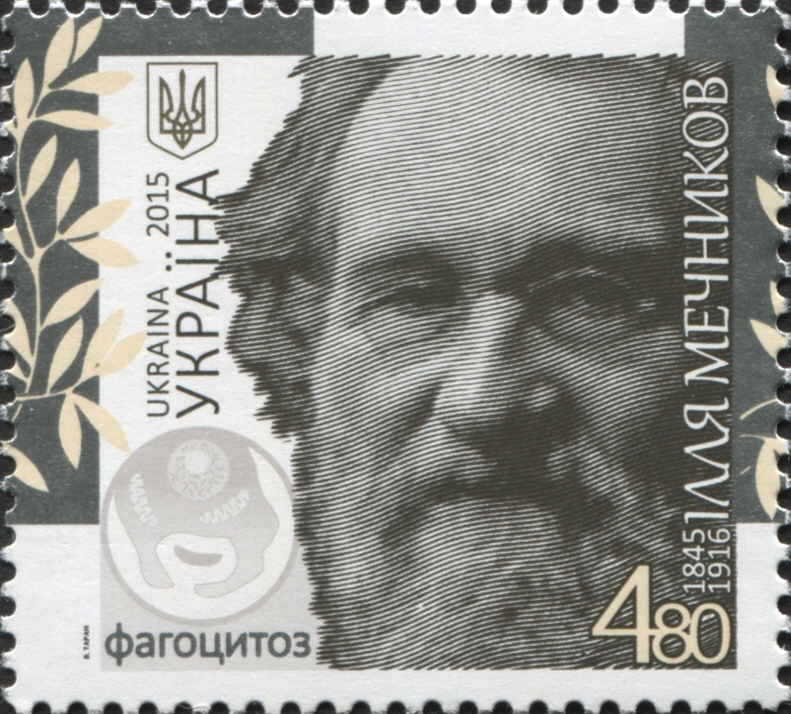
Поштова марка [[Erhf]yf]] (2015)